# A.V. Bramble
A. V. Bramble (1 de mayo de 1884 – 17 de mayo de 1963) fue un actor y director cinematográfico británico, activo en la época del cine mudo.

## Biografía
Nacido en Portsmouth, Inglaterra, su nombre completo era Albert Victor Bramble.
Empezó su carrera como actor teatral. Actuó por vez primera en el cine en 1913, dedicándose posteriormente a la dirección y a la producción. 
Falleció en Londres, Inglaterra, en 1963.

## Filmografía

### Director
- Jimmy (1916)
- Fatal Fingers (1916)
- When Paris Sleeps (1917)
- Profit and the Loss (1917)
- The Laughing Cavalier (1917)
- Bonnie Mary (1918)
- The Single Man (1918)
- Her Cross (1919)
- A Smart Set (1919)
- Heart and Soul (1919)
- Wuthering Heights (1920)
- Torn Sails (1920)
- Mr. Gilfil's Love Story (1920)
- Her Benny (1920)
- The Will (1921)
- The Prince and the Beggarmaid
- The Rotters (1921)
- The Old Country (1921)
- The Bachelor's Club (1921)
- The Little Mother (1922)
- Shirley (1922)
- The Card (1922)
- Zeebrugge (1924)
- Bodiam Castle and Eric the Slender (1926)
- The Man Who Changed His Name (1928)
- Shooting Stars (1928)
- Chick (1928)
- A Lucky Sweep (1932)
- The Veteran of Waterloo (1933)
- Mrs. Dane's Defence (1933)

### Actor
- The Loss of the Birkenhead (1914)
- The Idol of Paris (1914)
- The Courage of a Coward (1914)
- Her Luck in London (1914)
- The Suicide Club (1914)
- Wild Oats (1915)
- The World's Desire (1915)
- There's Good in Everyone (1915)
- The Mystery of a Hansom Cab (1915)
- Shadows (1915)
- Motherhood (1915)
- Midshipman Easy (1915)
- Honeymoon for Three (1915)
- Home (1915)
- Her Nameless Child (1915)
- From Shopgirl to Duchess (1915)
- At the Torrent's Mercy (1915)
- Another Man's Wife (1915)
- The World's Desire (1915)
- Florence Nightingale (1915)
- Jimmy (1916)
- Fatal Fingers (1916)
- A Soldier and a Man (1916)
- When Paris Sleeps (1917)
- Nearer My God to Thee (1917)
- Broken Threads (1917)
- The Cost of a Kiss (1917)
- The Laughing Cavalier (1917)
- Towards the Light (1918)
- The Touch of a Child (1918)
- The Message (1918)
- The Hanging Judge (1918)
- Becket (1923)
- The Rolling Road (1928)
- Outcast of the Islands (1952)